# Marsflickblomfluga
Marsflickblomfluga (Melangyna quadrimaculata) är en tvåvingeart som först beskrevs av George Henry Verrall 1873.  Marsflickblomfluga ingår i släktet flickblomflugor, och familjen blomflugor. Arten är reproducerande i Sverige. Inga underarter finns listade i Catalogue of Life.

## Bildgalleri

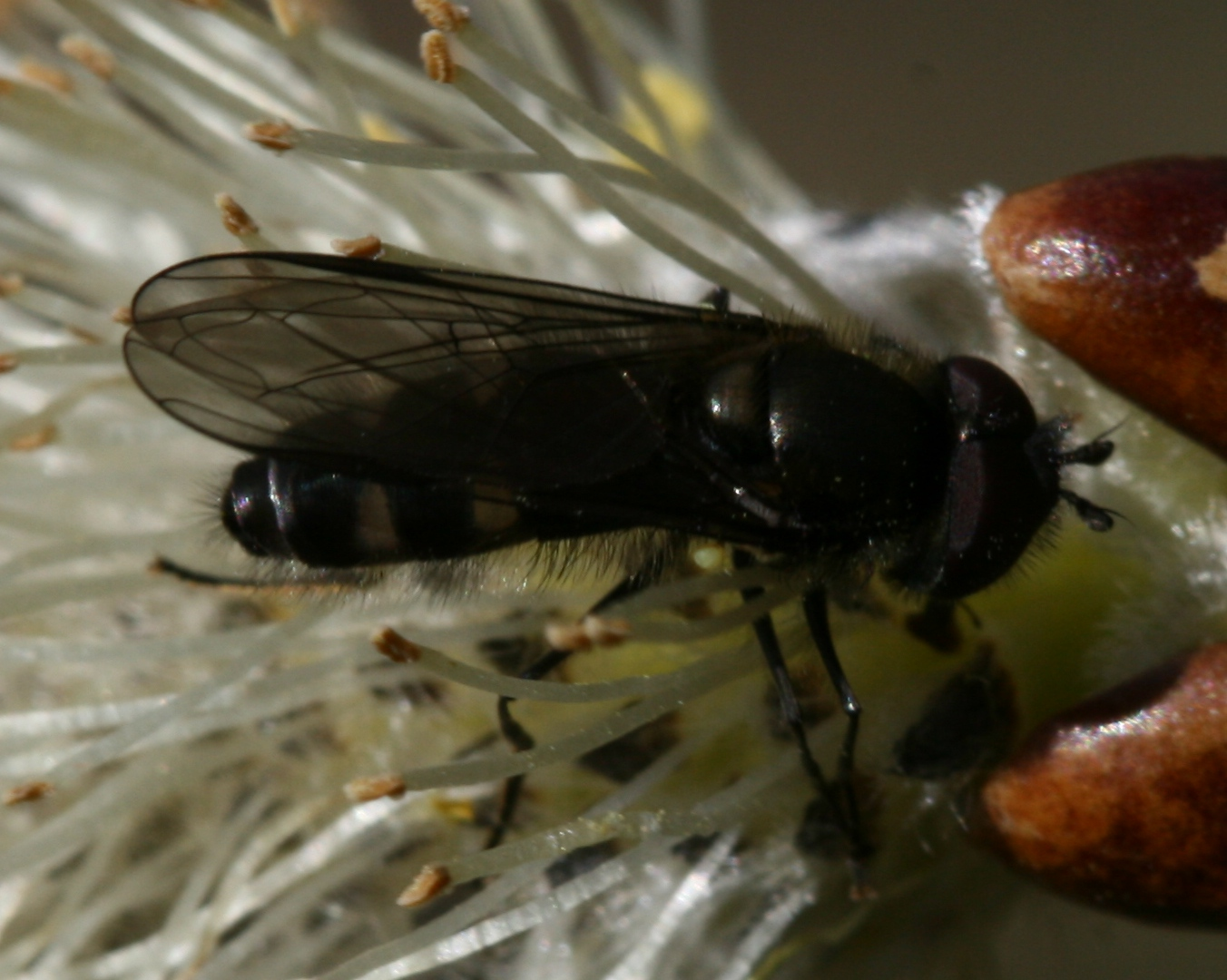
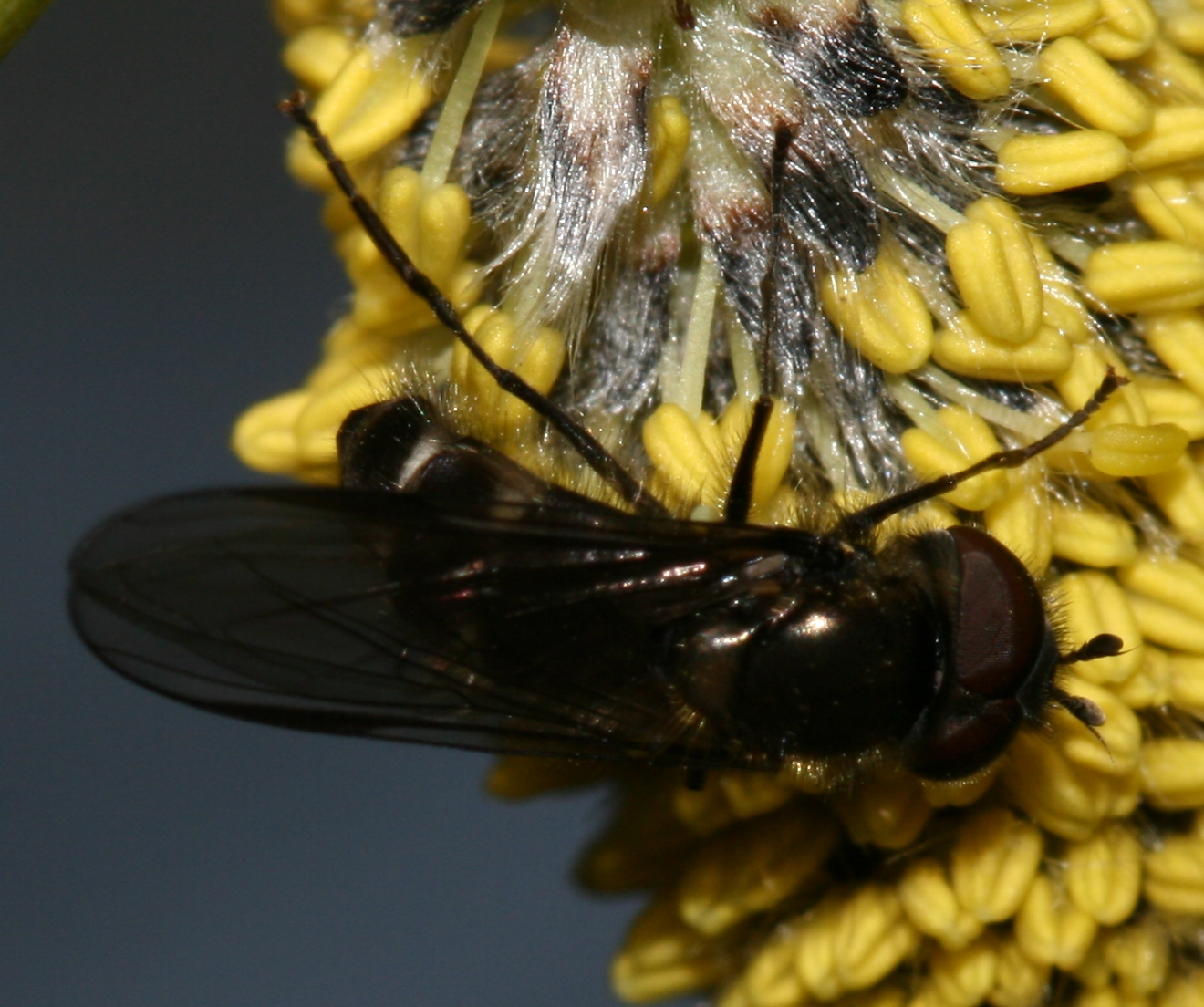
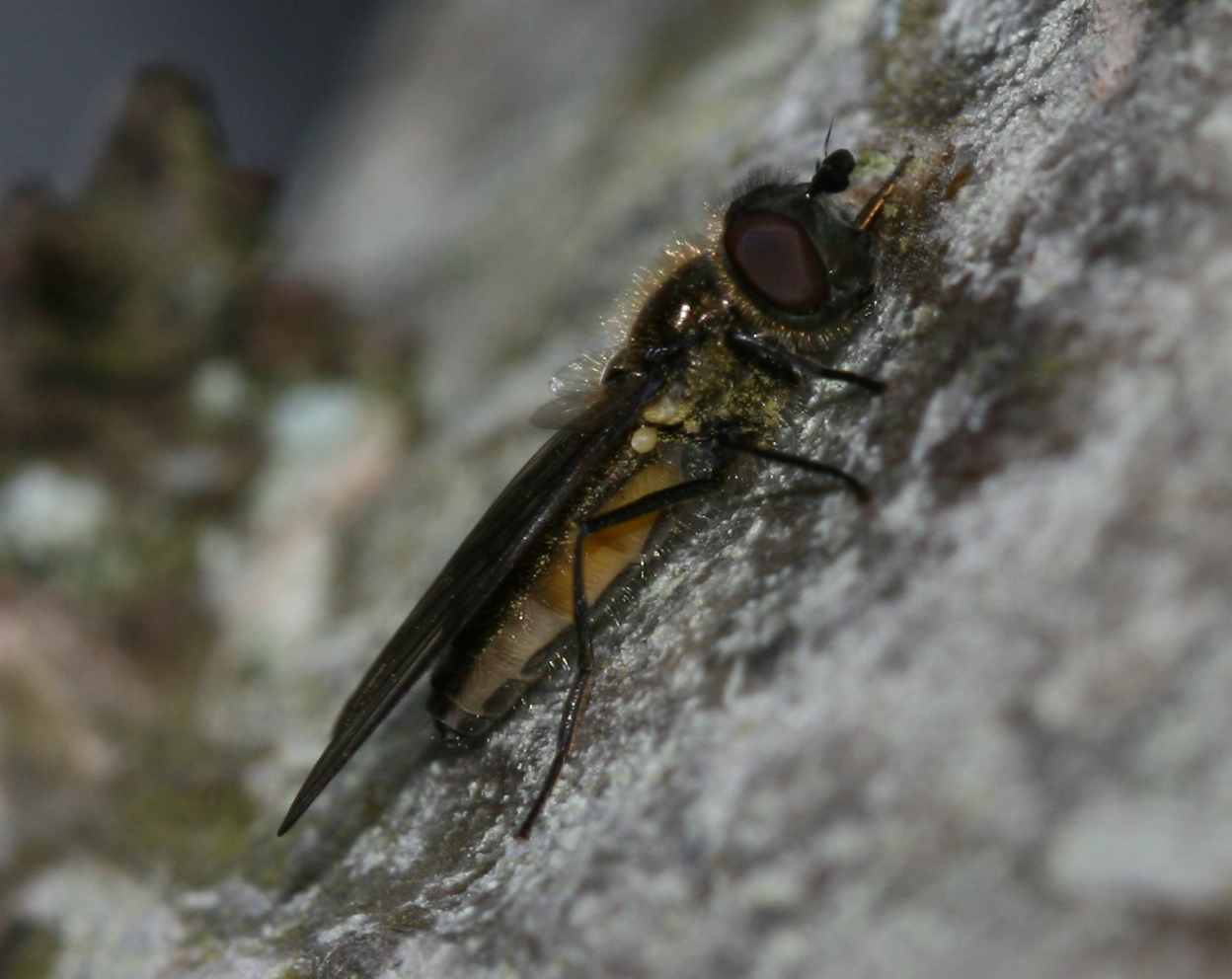
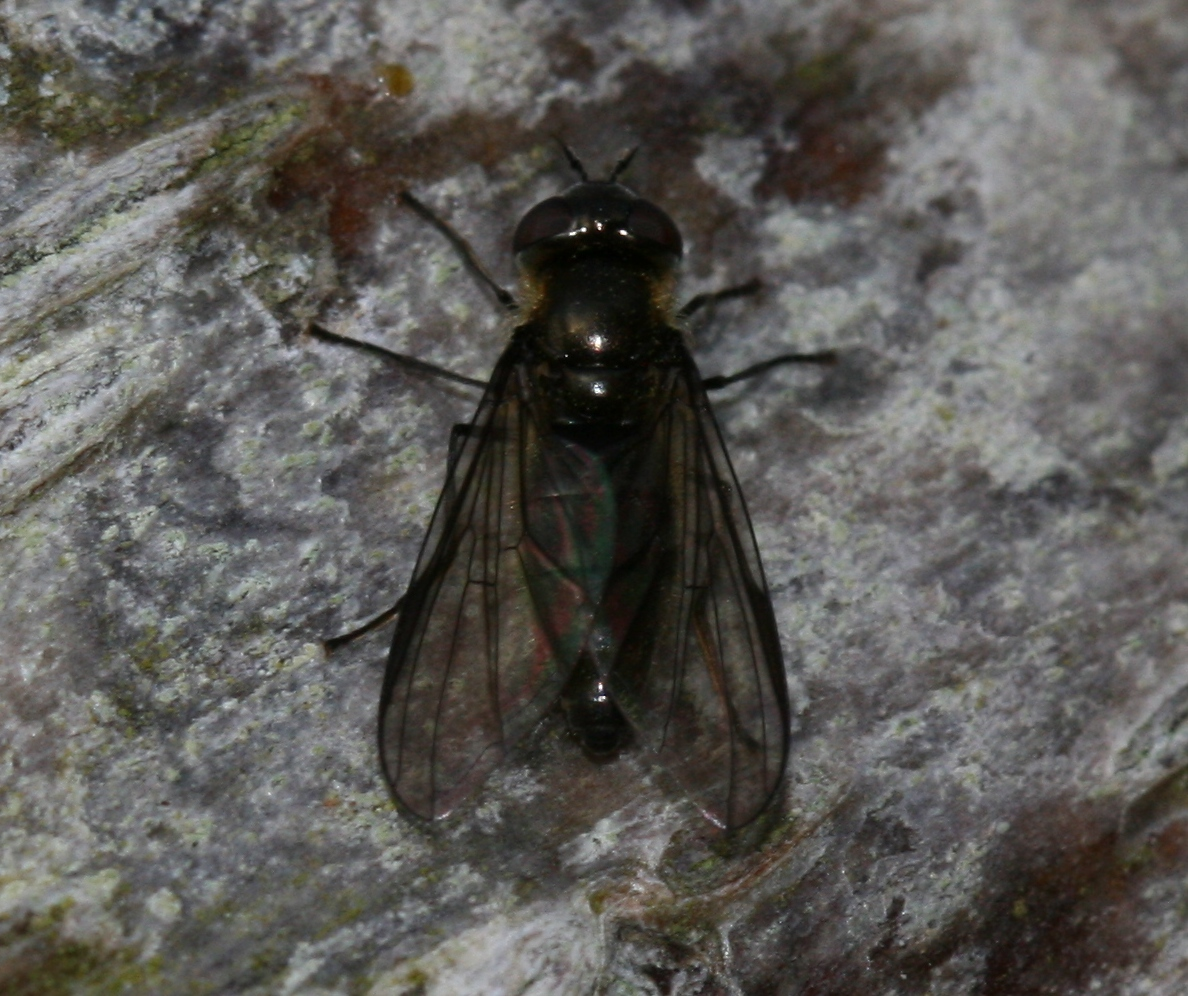
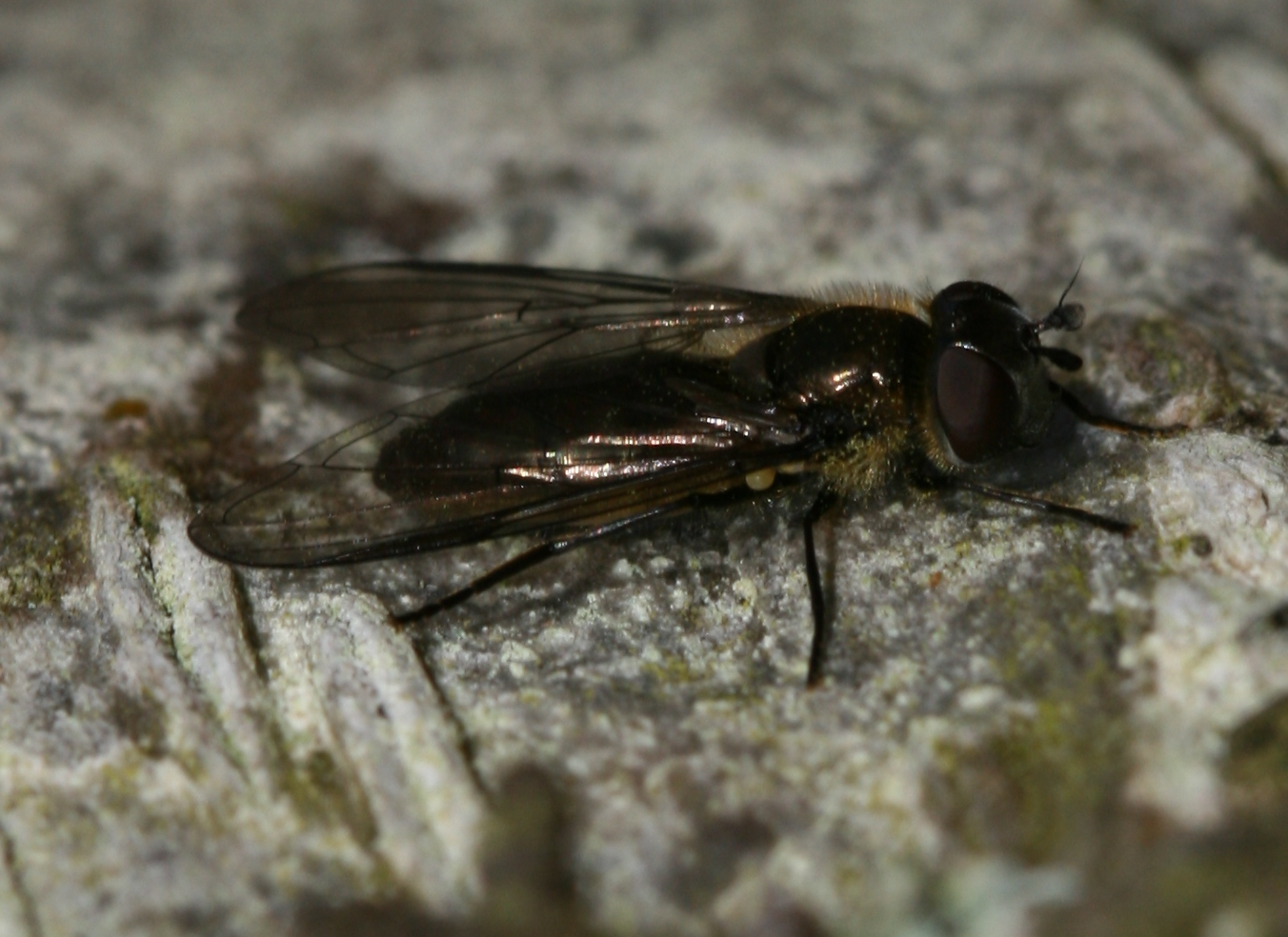
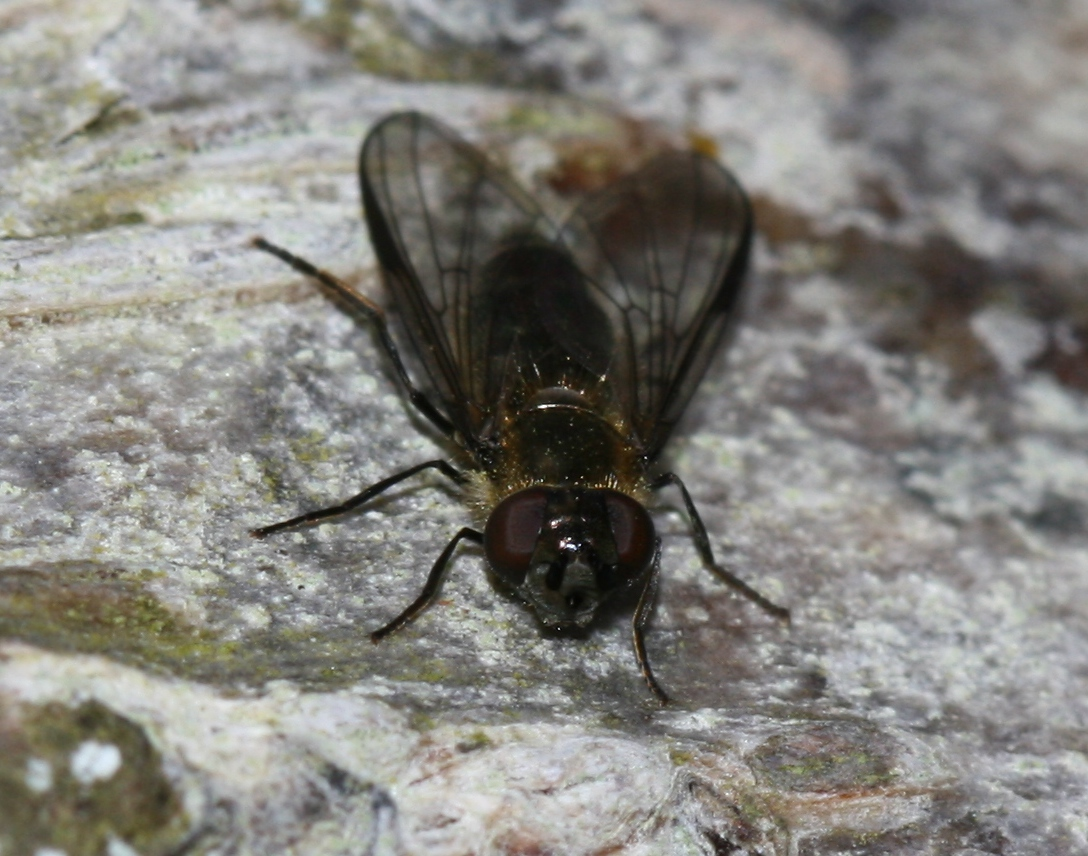